# St. Georg (Neuweilnau)

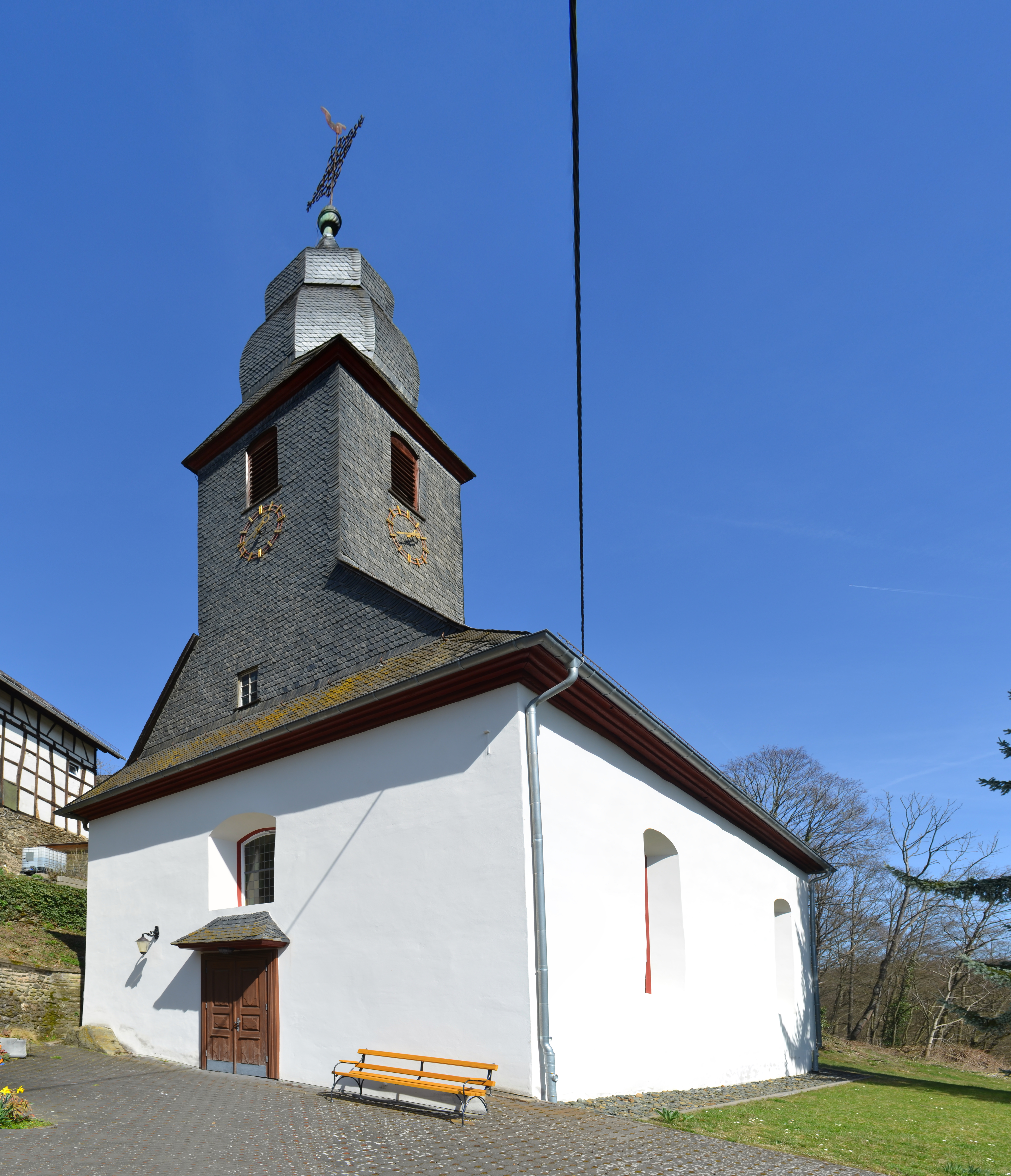
St. Georg in Neuweilnau

Die Evangelische Kirche St. Georg ist ein denkmalgeschütztes Kirchengebäude in Neuweilnau, einem Ortsteil der Gemeinde Weilrod im Hochtaunuskreis in Hessen. Die Kirche gehört zur Kirchengemeinde Weilnau im Dekanat Hochtaunus der Propstei Rhein-Main der Evangelischen Kirche in Hessen und Nassau.

## Beschreibung
Eine im Kern gotische Saalkirche wird erstmals 1418 aktenkundig genannt. 1509 ist das Patrozinium des Heiligen Georg bezeugt. Größere Reparaturen sind für 1572 und 1667/68 überliefert. Damals wurden die Emporen, das Kirchengestühl und die Kanzel erneuert. 1763 wurde die Kirche als außerordentlich baufällig bezeichnet. Der Chor musste abgebrochen werden und es wurde ein neuer Dachstuhl mit einem Dachreiter mit einer eingeschnürten Haube im Westen gebaut.
Im Innenraum sind ein frühmittelalterlicher Altar und die Kanzel aus der zweiten Hälfte des 18. Jahrhunderts erhalten. Die 1808 angeschaffte Orgel von Philipp Heinrich Bürgy wurde 1899 von den Gebrüdern Bernhard ersetzt.